# Grega Forjanič
Grega Forjanič, slovenski kitarist, skladatelj, aranžer, glasbeni producent, * 1957, Ljubljana.
Z glasbo se je začel ukvajati zgodaj in se v poznih 70-ih kot kitarist priključil studijskemu orkestru takratne RTV Ljubljana, s katerim je posnel zajeten del reklamne, zabavne, jazz, jingle in filmske produkcije tega obdobja. Vrsto let je sodeloval v jazz zasedbi Ugrin Divjak Quartet, ki so jo sestavljali Petar Ugrin, Ratko Divjak in Čarli Novak, katerim se je po prihodu iz študija Na Berklee School of Music v Bostonu pridružil tudi Alojz Krajnčan. V tem obdobju je pogosto sodeloval s Plesnim Orkestrom Radia Ljubljana, ki ga je vodil Jože Privšek. Poleg aranžiranja se zadnje desetletje vse bolj posveča producentskemu delu v različnih glasbenih studijih.
Je avtor preko 300 vokalnih in instrumentalnih glasbenih priredb za male in velike zasedbe, Big band in Revijski orkester RTV Slovenija, za katere je na različnih festivalih prejel številna priznanja. Je redni član slovenskega Združenja za zaščito avtorskih pravic skladateljev, avtorjev in založnikov SAZAS.
Kot glasbeni producent za jazz in zabavno glasbo se je Big Bandu RTV Slovenija pridružil leta 2002.